# كلو مارشال
كلو مارشال (بالإنجليزية: Chloe Marshall)‏ هي عارضة بريطانية، ولدت في 27 مارس 1991.

## وصلات خارجية
- الموقع الرسمي